# Mestiço (Sri Lanka)
No Sri Lanka a classificação de Mestiços (originário da língua portuguesa) ou Casados foi aplicada para as pessoas que tinham ascendência mista de português e do Sri Lanka (Cingaleses ou Tâmeis), desde o século XVI.

## História
O primeiro mestiços descendentes de portugueses, exploradores, soldados e comerciantes, chegaram ao Sri Lanka após o pioneirismo da viagem de Vasco da Gama.
Quando os holandeses tomaram a região costeira do Sri Lanka, descendentes mestiços refugiaram-se nas colinas centrais da região do Reino Kandy sob administração Cingalesa.
Até meados do século XVIII, os descendentes dos mestiços tinham parcialmente se mesclado com os descendentes dos holandeses, dando origem a uma comunidade eurasiática (uma mistura de português, holandês, Cingaleses e Tâmeis), conhecidos como Burghers. Algumas dessas pessoas falavam português, outros falavam holandês. Mais tarde, a comunidade Burgher dividida em duas comunidades diferentes: os Burghers holandeses e os Burghers portugueses.
A presença portuguesa no Sri Lanka foi estendida para áreas não-urbanas, há uma grande herança portuguesa no Sri Lanka, a sociedade, a cultura e administração. Palavras de origem portuguesa podem ser encontrados na Língua cingalesa, sendo pelo menos 1.000 palavras.